# Açò és un destarifo
Açò és un destarifo és un programa d'humor d'esquetxos valencià emès per À Punt durant el 2018 i el 2019. És una producció d'À Punt Mèdia en associació amb Albena Produccions. Compta amb dues temporades, de 26 episodis cadascuna, i d'aproximadament mitja hora de duració cadascuna.